# Jerusalema
Singles par Master KG
Remember
(2020) My Love
(2020)
Singles par Nomcebo Zikode
Imizamo Yami
(2020) Kobanini
(2020)
Singles par Burna Boy
Own It (Remix)
(2020) Wonderful
(2020)
Clip vidéo
[vidéo] « Jerusalema », sur YouTube
Jerusalema est une chanson sud-africaine écrite, composée et interprétée par Nomcebo Zikode et produite par Master KG, de son vrai nom Kgaogelo Moagi, en 2019. Elle est sortie le 29 novembre 2019 comme premier single du deuxième album homonyme de Master KG. Écrite en zoulou et dédiée à la ville de Jérusalem, cette chanson connaît un très important succès à partir du printemps 2020.
Un remix mettant en vedette le chanteur et rappeur nigérian Burna Boy est sorti le 19 juin 2020, propulsant la chanson dans les hit-parades américains du Billboard. Il a depuis atteint la première place des classements en Belgique, aux Pays-Bas, en Roumanie et en Suisse, tout en atteignant le top dix de plusieurs autres pays européens. Un deuxième remix mettant en vedette le chanteur vénézuélien Micro TDH et la chanteuse colombienne Greeicy Rendón est sorti le 17 septembre 2020.

## Historique
La chanson Jerusalema est composée et écrite par Nomcebo Zikode à la fin 2019 ; la compositrice conçoit cette chanson comme une prière adressée à Dieu, dans laquelle elle lui demande de la protéger et de lui pardonner,. Le titre Jerusalema rappelle les premiers mots de la chanson, « Jérusalem est ma maison, ne me laisse pas ici ».
En mai 2020 sort une version remixée de la chanson avec le chanteur nigérian Burna Boy. Une seconde reprise sort le 17 septembre, mettant en scène le chanteur vénézuélien Micro TDH (es), et la chanteuse colombienne Greeicy Rendón. Une version acoustique en direct à la radio est également interprétée par le chanteur français Vianney.
Le 7 décembre 2024 Angélique Kidjo interprète la chanson lors de la soirée de réouverture de Notre-Dame de Paris, accompagnée par l'orchestre philharmonique de Radio-France dirigé par le chef Gustavo Dudamel.

## Accueil
Sortie dans une certaine discrétion, la chanson devient connue grâce à son utilisation dans un clip du groupe angolais Fenomenos Do Semba. Cette reprise humoristique popularise la musique en Angola, puis au Portugal,, notamment grâce à la plate-forme de partage TikTok.
En parallèle, de nombreux défis de danse sont lancés sur cette musique, avec le hashtag « #JerusalemaDanceChallenge ». À la faveur du confinement international consécutif à la pandémie de Covid-19, ces challenges sont considérés comme des moyens de conserver le lien social par la danse, la musique et la vidéo. Fin août 2020, le clip originel dépasse les cent millions de vues sur Youtube,. Les défis de danse sont repris sur tous les continents, notamment en Europe, en Chine, au Moyen-Orient et bien sûr en Afrique. En octobre 2020, la plate-forme Shazam annonce que Jerusalema est la chanson la plus recherchée du monde ; à cette date, la vidéo initiale cumule 178 millions de vues sur Youtube,.
Le ministre des Arts et de la Culture Nathi Mthethwa envoie un message de félicitations aux deux artistes ; il les sélectionne en outre comme « ambassadeurs »  de la culture sud-africaine, dans le cadre d'un programme culturel permettant aux artistes de se produire à l'étranger. Jerusalema est en effet une facette particulièrement visible du soft power sud-africain sur le reste du continent.

## Classements et certifications

### Classements hebdomadaires
| Classement (2020)                       | Meilleure position |
| --------------------------------------- | ------------------ |
| Allemagne (GfK Entertainment)           | 7                  |
| Autriche (Ö3 Austria Top 40)            | 8                  |
| Belgique (Flandre Ultratop 50 Singles)  | 1                  |
| Belgique (Wallonie Ultratop 50 Singles) | 1                  |
| Bulgarie (Prophon)                      | 5                  |
| Canada (Canadian Digital Songs)         | 9                  |
| Croatie (HRT)                           | 5                  |
| Écosse (OCC)                            | 14                 |
| Espagne (Promusicae)                    | 10                 |
| Europe (Euro Digital Songs)             | 1                  |
| États-Unis (Hot Dance/Electronic Songs) | 9                  |
| États-Unis (World Digital Song Sales)   | 1                  |
| France (SNEP)                           | 2                  |
| France (SNEP Ventes)                    | 1                  |
| Global 200 (Billboard)                  | 38                 |
| Hongrie (Single Top 40)                 | 1                  |
| Irlande (Irish Singles Chart)           | 89                 |
| Italie (FIMI)                           | 2                  |
| Pays-Bas (Nederlandse Top 40)           | 1                  |
| Pays-Bas (Single Top 100)               | 2                  |
| Portugal (AFP)                          | 15                 |
| Roumanie (Airplay 100)                  | 1                  |
| Royaume-Uni (UK Singles Chart)          | 55                 |
| Suisse (Schweizer Hitparade)            | 1                  |
| Suisse (Charts Romandie)                | 1                  |

### Certifications
| Région | Certification | Ventes/Streams |
| --- | ------------- | -------------- |
| Belgique (BEA) | Platine       | 40 000*        |
| Espagne (PME) | Or            | 20 000^        |
| France (SNEP) | Platine       | 200 000‡       |
| Italie (FIMI) | 2 × Platine   | 140 000‡       |
| Portugal (AFP) | Or            | 5 000‡         |
| *Ventes selon la certification ^Mise en rayon selon la certification xNon précisé par la certification ‡ventes/streaming selon la certification |               |                |